# Aotearoa
Aotearoa (tiếng Māori: [aɔˈtɛaɾɔa]), là một từ ban đầu dùng để chỉ Đảo Bắc của New Zealand, nay là tên gọi tiếng Māori được biết đến rộng rãi nhất và được chấp nhận nhiều nhất để chỉ toàn New Zealand. Nó thường được phát âm là /aʊtɪəˈroʊ.ə/ ⓘ bởi người nói tiếng Anh, thường xuất hiện trong tên song ngữ của các tổ chức và cơ quan quốc gia.

## Dịch
Nguồn gốc ban đầu của Aotearoa không chắc chắn. Nó có thể được diễn dịch thành: ao = mây, bình minh, ban ngày hay thế giới, tea = trắng, trong hoặc sáng và roa = dài. Cũng có thể hiểu thành Aotea = tên của một trong những chiếc waka di trú tới New Zealand, và roa = dài. Cách dịch phổ biến là "vùng đất của đám mây trắng dài". Ngoài còn có cách dịch ‘thế giới sáng dài’ hoặc ‘vùng đất của ngày vĩnh cửu’ (do ban ngày ở New Zealand dài hơn so với ban ngày ở Polynesia).